# Gümbelitria
Gümbelitria es un género de foraminífero planctónico cuyo nombre fue invalidado y sustituido por Guembelitria de la Familia Guembelitriidae, de la Superfamilia Heterohelicoidea, del Suborden Globigerinina y del Orden Globigerinida. Su especie-tipo era Gümbelitria cretacea.  Su rango cronoestratigráfico abarcaba desde el Albiense (Cretácico inferior) hasta la Actualidad.

## Discusión
Clasificaciones posteriores incluirían Gümbelitria en el Orden Heterohelicida.

## Clasificación
Gümbelitria incluye a las siguientes especies:
- Gümbelitria columbiana †, considerada como Jenkinsina columbiana
- Gümbelitria cretacea †, aceptada como  Guembelitria cretacea
- Gümbelitria dammula †, aceptada como  Guembelitria dammula
- Gümbelitria harrisi †, aceptada como  Guembelitria harrisi
- Gümbelitria irregularis †, considerada como Chiloguembelitria irregularis
- Gümbelitria oveyi †, aceptada como  Guembelitria oveyi
- Gümbelitria stavensis †, aceptada como  Guembelitria stavensis
- Gümbelitria vivans †, considerada como Gallitellia vivans